# رولاند كويمبرا
رولاند كويمبرا (بالإسبانية: Rolando Coimbra)‏ هو لاعب كرة قدم بوليفي في مركز الدفاع، ولد في 25 فبراير 1960 في مونتيرو في بوليفيا. شارك مع منتخب بوليفيا لكرة القدم. أما مع النوادي، فقد لعب مع كلوب ديسترويرس ونادي خورخي ويلسترمان ونادي ريال سانتا كروز.